# Grand Forks-Greenwood (circonscription britanno-colombienne)
Pour les articles homonymes, voir Grand Forks (homonymie) et Greenwood.
Circonscription électorale provinciale du Canada
Grand Forks-Greenwood est une ancienne circonscription provinciale de la Colombie-Britannique représentée à l'Assemblée législative de la Colombie-Britannique de 1924 à 1966.

## Géographie
La circonscription représentait les villes et environs de Grand Forks et Greenwood.

## Liste des députés
| Législature                                             | Années                                                  | Député                                                  | Député                                                  | Parti                                                   |
| Grand Forks-Greenwood Issue de Greenwood et Grand Forks | Grand Forks-Greenwood Issue de Greenwood et Grand Forks | Grand Forks-Greenwood Issue de Greenwood et Grand Forks | Grand Forks-Greenwood Issue de Greenwood et Grand Forks | Grand Forks-Greenwood Issue de Greenwood et Grand Forks |
| ------------------------------------------------------- | ------------------------------------------------------- | ------------------------------------------------------- | ------------------------------------------------------- | ------------------------------------------------------- |
| 16e                                                     | 1924–1924                                               |                                                         | John McKie                                              | Conservateur                                            |
| 16e                                                     | 1924-1925                                               |                                                         | Vacant                                                  | Vacant                                                  |
| 16e                                                     | 1925-1928                                               |                                                         | Dougald MacPherson                                      | Libéral                                                 |
| 17e                                                     | 1928–1933                                               |                                                         | Charles Morgan Kingston                                 | Conservateur                                            |
| 18e                                                     | 1933–1937                                               |                                                         | Dougald MacPherson                                      | Libéral                                                 |
| 19e                                                     | 1937–1941                                               |                                                         | Ezra Churchill Henniger                                 | Libéral                                                 |
| 20e                                                     | 1941–1945                                               |                                                         | Thomas Alfred Love                                      | Conservateur                                            |
| 21e                                                     | 1945–1949                                               |                                                         | Thomas Alfred Love                                      | Coalition                                               |
| 22e                                                     | 1949–1952                                               |                                                         | Rupert Haggen                                           | Social-démocrate                                        |
| 23e                                                     | 1952–1953                                               |                                                         | Rupert Haggen                                           | Social-démocrate                                        |
| 24e                                                     | 1953–1956                                               |                                                         | Rupert Haggen                                           | Social-démocrate                                        |
| 25e                                                     | 1956–1960                                               |                                                         | Lois Haggen                                             | Social-démocrate                                        |
| 26e                                                     | 1960–1963                                               |                                                         | Lois Haggen                                             | Social-démocrate                                        |
| 27e                                                     | 1963–1966                                               |                                                         | Lois Haggen                                             | Néo-démocrate                                           |
| Circonscription abolie, voir Boundary-Similkameen       |                                                         |                                                         |                                                         |                                                         |